# Živike
Živike falu Horvátországban, Bród-Szávamente megyében. Közigazgatásilag Oriovachoz tartozik.

## Fekvése
Bródtól légvonalban 26, közúton 33 km-re nyugatra, Pozsegától   légvonalban 20, közúton 28 km-re délre, községközpontjától 7 km-re délnyugatra, az A3-as (Zágráb-Lipovac) autópálya és a Száva között, Szlavónia középső részén, a Struga-patak mentén fekszik.

## Története
A település a 17. század legvégén, vagy a 18. század elején keletkezett. 1698-ban még nem szerepel a kamarai összeírásban a felszabadított szlavóniai települések között. 1730-ban a vizitáció szerint 20 ház és az újonnan épített Szent Katalin kápolna állt a faluban. 1746-ban is ugyanannyi háza volt, lakói pedig Lužanira temetkeztek. 1760-ban 34 házban, 62 családban 276 fő lakott a településen.
Az első katonai felmérés térképén „Xivike” néven található. A gradiskai ezredhez tartozott. Lipszky János 1808-ban Budán kiadott repertóriumában „Xivike” néven szerepel. Nagy Lajos 1829-ben kiadott művében „Xivike” néven 65 házzal, 336 katolikus vallású lakossal találjuk. A katonai közigazgatás megszüntetése után 1871-ben Pozsega vármegyéhez csatolták.
A településnek 1857-ben 374, 1910-ben 496 lakosa volt. Az 1910-es népszámlálás szerint lakosságának 97%-a horvát anyanyelvű volt. Pozsega vármegye Bródi járásának része volt. Az első világháború után 1918-ban az új szerb-horvát-szlovén állam, majd később (1929-ben) Jugoszlávia része lett. A település 1991-től a független Horvátországhoz tartozik. 1991-ben lakossága horvát nemzetiségű volt. 2011-ben 236 lakosa volt.

## Lakossága
| Lakosság változása | Lakosság változása | Lakosság változása | Lakosság változása | Lakosság változása | Lakosság változása | Lakosság változása | Lakosság változása | Lakosság változása | Lakosság változása | Lakosság változása | Lakosság változása | Lakosság változása | Lakosság változása | Lakosság változása | Lakosság változása |
| ------------------ | ------------------ | ------------------ | ------------------ | ------------------ | ------------------ | ------------------ | ------------------ | ------------------ | ------------------ | ------------------ | ------------------ | ------------------ | ------------------ | ------------------ | ------------------ |
| 1857               | 1869               | 1880               | 1890               | 1900               | 1910               | 1921               | 1931               | 1948               | 1953               | 1961               | 1971               | 1981               | 1991               | 2001               | 2011               |
| 374                | 375                | 390                | 437                | 455                | 496                | 489                | 539                | 523                | 523                | 488                | 395                | 366                | 346                | 308                | 236                |

## Gazdaság
A helyi gazdaság alapja hagyományosan a mezőgazdaság és az állattartás. A faluban 28 regisztrált családi gazdaság működik és újabban fejlődőben van a turizmus.

## Nevezetességei
Alexandriai Szent Katalin tiszteletére szentelt római katolikus kápolnája.

## Oktatás
A településen az oriovaci elemi iskola területi iskolája működik.